# Lonicera segreziensis
Lonicera segreziensis är en kaprifolväxtart som beskrevs av Lavallee. Lonicera segreziensis ingår i släktet tryar, och familjen kaprifolväxter. Inga underarter finns listade i Catalogue of Life.